# Donald Davidson
Pour les articles homonymes, voir Davidson.
Donald Davidson (6 mars 1917 - 30 août 2003 ) est un philosophe américain, dont l'œuvre eut une grande influence, dans tous les domaines de la pensée, à partir des années 1960, et particulièrement en philosophie de l'action, en philosophie de l'esprit et en philosophie du langage. Son œuvre fait la synthèse de plusieurs philosophes, tels qu'Aristote, Kant, Wittgenstein, Frank Ramsey, Quine, et Anscombe.

## Biographie
Donald Herbert Davidson est né le 6 mars 1917 à Springfield, aux États-Unis (Massachusetts). Il entame des études de philosophie à Harvard, entrecoupées par la Guerre pendant laquelle il est officier dans l'US Navy, et rédige pour son doctorat une thèse sur le Philèbe de Platon, avant de s'engager dans une carrière de psychologue expérimental au début des années 1950 à l'Université Stanford. Sous l'influence de Patrick Suppes, il découvre la théorie de la décision et des probabilités, et co-écrit avec lui et Sydney Siegel en 1957 la première étude expérimentale de la théorie de la décision, Decision making, an experimental approach. Déçu par la psychologie, il retourne à la philosophie sous l'influence des idées wittgensteiniennes développées par Gertrude Elizabeth Margaret Anscombe et Michael Dummett. Il rédige à 46 ans son premier article, Actions, Reasons and Causes, qui a un succès retentissant.
Il est décédé le 30 août 2003 à Berkeley aux États-Unis (Californie).

## Philosophie

### Théorie de l'action
Son essai le plus connu, Actions, Reasons and Causes (1963) est une tentative de réfuter une thèse largement reçue, attribuée à Wittgenstein, selon laquelle les raisons ou motifs d'agir d'un agent ne peuvent être les causes de son action. Les lois causales, en effet, doivent être précises et mécaniques, et ont un pouvoir explicatif, alors que les explications en termes de motivations ne le sont pas et sont plutôt confuses. L'objectif de Davidson est de montrer qu'avoir un motif d'agir est un état capable d'exercer une influence sur le comportement.
En particulier, Davidson considère l’action comme une sorte d’événement, mais un événement qui serait caractérisé par l’intentionnalité. Celle-ci est pour ainsi dire le critère de l’action. En corollaire, toute action est susceptible de recevoir une description intentionnelle. En revanche, si à un événement aucune description intentionnelle ne s’applique, alors il s’agit d’un événement qui simplement « arrive » et non de quelque chose qui est « fait » ou « exécuté ». En donnant les raisons de l’agent, on rend compte du caractère intentionnel de son action. Et donner les raisons de l’agent, c’est rationaliser l’action au moyen d’une pro-attitude (un état conatif) et d’une croyance (un état cognitif): « Antoine a fait A parce qu'il désirait D (pro-attitude) et qu'il croyait que faire A était un moyen approprié d'obtenir D ». Jusque-là, Davidson ne va pas contre les modèles non-causalistes concurrents.
Il observe cependant que la rationalisation est trop faible comme explication de l’action. Car une même action peut recevoir différentes rationalisations valables qui toutes mettent en lumière l’action considérée. Mais comment décider laquelle de ces rationalisations est effectivement « la bonne », celle pour laquelle l’action a été réalisée ? Ce problème apporte de l’eau au moulin de la thèse causaliste. En effet, il semble que le seul moyen pour décider que telle raison plutôt qu’une autre est celle pour laquelle un agent a effectivement agi, est de dire qu’il s’agit de celle qui a causé l’action. Davidson l’appelle la raison primaire.

### L'anomisme du mental
Dans Mental Events,(1970) Davidson soutient une forme d'interaction causale entre le corps et l'esprit, mais rejette la thèse de l'identité en philosophie de l'esprit (Pour tout événement mental il existe un événement physique tel que l'événement mental = l'événement physique). Une telle identité suppose qu'il existe des lois psychophysiques. Or Davidson considère qu'il n'existe pas de lois reliant des événements mentaux à des événements physiques (par exemple des configurations neuronales du cerveau). Mais, selon lui, la thèse de l'identité n'est pas nécessaire pour soutenir la thèse selon laquelle un événement mental peut causer un événement physique : il serait en effet possible que chaque état ou événement mental individuel corresponde à un état ou événement physique, sans qu'il y ait de lois reliant les types d'états les uns aux autres. Sa thèse est appelée l'anomisme du mental (de nomos, qui signifie loi en grec) On parle aussi parfois du monisme anomal (« anomalous monism »).
Malgré le fait que nous ne les connaissions pas, Davidson a toutefois affirmé que les lois de couverture des explications d’actions causales  ne pouvaient être de type psychophysique, comme on pourrait s’y attendre, ni psychologique. Il s'agit là de son principe de l'anomie du mental qui consiste à dire qu’il n’existe pas de lois reliant les événements mentaux entre eux, ni les événements mentaux aux événements physiques.
Davidson affirme que ce genre de lois ne peut pas exister. C’est-à-dire qu'il n'existe aucune loi mettant en relation, par exemple, le désir de Paul de lâcher le galet et son action de lâcher le galet ; aucune loi mettant en relation des raisons avec des actions, c'est-à-dire aucune loi mettant en relation des événements mentaux avec des événements physiques. C’est seulement parce que tout événement mental est susceptible de recevoir une description physique que nous pouvons dire qu’il cause un autre événement physique, car c’est seulement au niveau des descriptions physiques qu’il existe des lois ; il y a des lois physiques, mais non des lois psychophysiques.
Cela est dû à ce qu'il n’existe pas d'identité entre les événements mentaux (EM) et les événements physiques (EP). Autrement dit, selon Davidson la proposition suivante est fausse :
∀x[EM(x)→∃y{EP(y)& x=y}]
Davidson la rejette car, dit-il, il n'y a pas d'identité entre le mental et le physique, du moins pas dans le sens où un certain événement mental serait toujours accompagné d'un événement physique. Mais chaque événement mental particulier peut également recevoir une description physique. Plutôt, il existe pour chaque événement une description physique et une description mentale. Ce genre d'identité présuppose des lois de corrélation entre le mental et le physique, or Davidson nie justement l’existence de telles lois. Il existe des lois entre événements physiques, mais il n’existe pas un certain type d'événements physiques correspondant à un certain type d'événements mentaux.
Deux événements peuvent être causalement liés même si la cause est un événement mental et l'effet un événement physique. Cette causalité peut exister même s’il n'existe aucune loi de couverture pour ces événements sous leurs descriptions particulières. Mais puisqu'un lien de causalité est de type nomologique, alors il doit exister une loi de couverture de ces événements sous une autre description : une description physique.

## Sources
- Donald Herbert Davidson
- Donald Davidson

### Études sur Davidson
- Akeel Bilgrami et al., Lire Davidson. Holisme et interprétation,  sous la direction de Pascal Engel, Éditions de l'éclat (Lire les philosophies), 1994.
- Isabelle Delpla, Quine, Davidson. Le principe de charité, P.U.F. (Philosophies), 2001.
- Pascal Engel, Donald Davidson et la philosophie du langage, Paris, P.U.F. (L'interrogation philosophique), 1994.
- (en) Marc Joseph, Donald Davidson, Acumen Publishing Ltd (Philosophy Now), 2004.